# P. T. Usha
Pilavullakandi Thekkeraparambil Usha (Payyoli, 20 maggio 1964) è un'ex velocista, ex ostacolista e politica indiana.

## Biografia

### Carriera sportiva
Nel 1980 prese parte ai Giochi olimpici di Mosca, dove non riuscì a superare le batterie di qualificazione nei 200 e 400 metri piani. Due anni dopo, nel 1982, conquistò due medaglie d'argento ai Giochi asiatici di Nuova Delhi nei 100 e 200 metri piani.
Ai Giochi olimpici di Losa Angeles 1984 si classificò quarta nella finale dei 400 metri ostacoli, gara nella quale fece anche registrare il nuovo record nazionale; fu inoltre settima nella staffetta 4×400 metri.
Nel 1986 riuscì a conquistare tre medaglie d'oro ai Giochi asiatici di Seul nei 200 e 400 metri piani e nei 400 metri ostacoli. Due medaglie d'oro le furono assegnate anche ai campionati asiatici del 1987 nei 400 metri piani e a ostacoli e nello stesso anno riuscì a raggiungere la semifinale mondiale ai campionati di Roma nei 400 metri ostacoli.
Dopo l'esclusione dalle semifinali dei 400 metri ostacoli ai Giochi olimpici di Seul 1988, nel 1990 fu medaglia d'argento ai Giochi asiatici di Pechino nei 400 metri piani. Un nuovo argento ai Giochi asiatici arrivò nell'edizione di Hiroshima 1994, ma questa volta nella staffetta 4×400 metri.
Nel 1998 conquistò le sue ultime due medaglie in una competizione internazionale: due bronzi nei 200 e 400 metri piani ai campionati asiatici di Fukuoka.

### Carriera politica
Nel 2022 è stata nominata dal presidente indiano Ram Nath Kovind membro del Rajya Sabha, la camera alta del Parlamento dell'India. Ha iniziato ufficialmente il suo incarico il 7 luglio 2022.

## Record nazionali
- 400 metri ostacoli: 55"42 ( Los Angeles, 8 agosto 1984)

## Palmarès
| Anno | Manifestazione              | Sede             | Evento            | Risultato  | Prestazione | Note             |
| ---- | --------------------------- | ---------------- | ----------------- | ---------- | ----------- | ---------------- |
| 1980 | Giochi olimpici             | Unione Sovietica | 100 m             | Batteria   | 12"27       |                  |
| 1980 | Giochi olimpici             | Unione Sovietica | 200 m             | Batteria   | 25"16       |                  |
| 1982 | Giochi asiatici             | Nuova Delhi      | 100 m             | Argento    | 11"92       |                  |
| 1982 | Giochi asiatici             | Nuova Delhi      | 200 m             | Argento    | 24"32       |                  |
| 1984 | Giochi olimpici             | Los Angeles      | 400 m ostacoli    | 4ª         | 55"42       | Record nazionale |
| 1984 | Giochi olimpici             | Los Angeles      | Staffetta 4×400 m | 7ª         | 3'32"49     |                  |
| 1986 | Giochi asiatici             | Seul             | 200 m             | Oro        | 23"44       |                  |
| 1986 | Giochi asiatici             | Seul             | 400 m             | Oro        | 52"16       |                  |
| 1986 | Giochi asiatici             | Seul             | 400 m ostacoli    | Oro        | 56"08       |                  |
| 1987 | Campionati asiatici         | Singapore        | 400 m             | Oro        | 52"31       |                  |
| 1987 | Campionati asiatici         | Singapore        | 400 m ostacoli    | Oro        | 56"48       |                  |
| 1987 | Campionati mondiali         | Roma             | 400 m             | Batteria   | dns         |                  |
| 1987 | Campionati mondiali         | Roma             | 400 m ostacoli    | Semifinale | 55"89       |                  |
| 1987 | Campionati mondiali         | Roma             | Staffetta 4×400 m | Batteria   | 3'31"55     |                  |
| 1988 | Giochi della XXIV Olimpiade | Seul             | 400 m ostacoli    | Batteria   | 59"55       |                  |
| 1990 | Giochi asiatici             | Pechino          | 400 m             | Argento    | 52"86       |                  |
| 1994 | Giochi asiatici             | Hiroshima        | 200 m             | 4ª         | 24"29       | nw               |
| 1994 | Giochi asiatici             | Hiroshima        | Staffetta 4×400 m | Argento    | 3'33"84     |                  |
| 1998 | Campionati asiatici         | Fukuoka          | 200 m             | Bronzo     | 23"27       |                  |
| 1998 | Campionati asiatici         | Fukuoka          | 400 m             | Bronzo     | 52"55       |                  |
| 1998 | Giochi asiatici             | Bangkok          | 200 m             | Batteria   | 24"27       |                  |
| 1998 | Giochi asiatici             | Bangkok          | 400 m             | 6ª         | 54"37       |                  |